# Bataille de Prairie Grove
Guerre de Sécession
La bataille de Prairie Grove est une bataille de la guerre de Sécession. Livrée le 7 décembre 1862, elle permet à l'Union (James G. Blunt et Francis J. Herron) de protéger, malgré une issue indécise, le nord-ouest de l'Arkansas des prétentions des Confédérés (Thomas C. Hindman).
Le  Prairie Grove Battlefield State Park préserve et commémore aujourd'hui le lieu de cette bataille.